# 弗雷奈勒日尔梅
弗雷奈勒日尔梅（法語：Fresnay-le-Gilmert，法語發音：[fʁɛnɛ lə ʒilmɛʁ]）是法国厄尔-卢瓦省的一个市镇，位于该省中东部，属于沙特尔区和沙特尔城市圈公共社区。

## 地理
弗雷奈勒日尔梅（48°30'51"N, 1°25'5"E）面积6.03 平方千米，位于法国中央-卢瓦尔河谷大区厄尔-卢瓦省，该省份为法国北部内陆省份，北起顺时针与厄尔省、伊夫林省、埃松省、卢瓦雷省、卢瓦-谢尔省、萨尔特省和奧恩省接壤。
与弗雷奈勒日尔梅接壤的市镇（或旧市镇、城区）包括：贝谢尔-圣日耳曼、普瓦维利耶、巴约莱韦克、布里孔维尔。
弗雷奈勒日尔梅的时区为UTC+01:00、UTC+02:00（夏令时）。

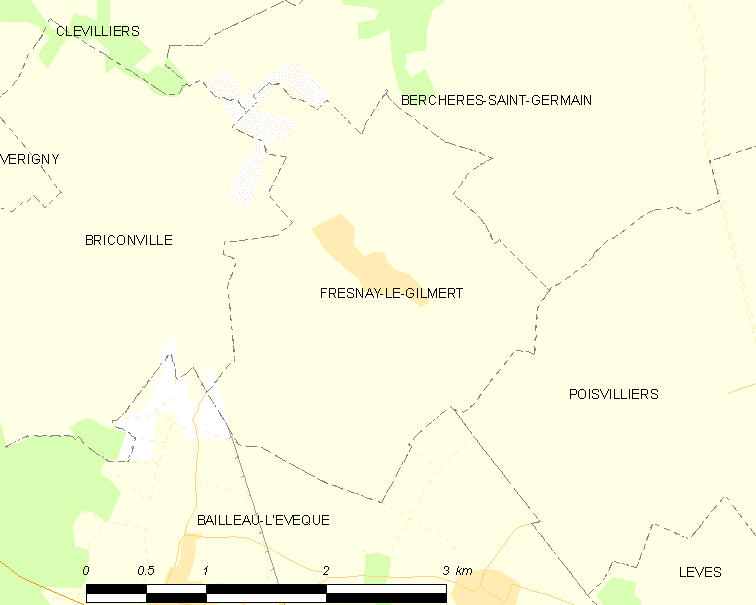
弗雷奈勒日尔梅的OSM定位图

## 行政
弗雷奈勒日尔梅的邮政编码为28300，INSEE市镇编码为28163。

## 政治
弗雷奈勒日尔梅所属的省级选区为沙特尔第一县。

## 交通
厄尔-卢瓦省省道D133线、D134.9线和D341.2线在境内交汇。

## 人口

1962-2008年间弗雷奈勒日尔梅人口变化图示

弗雷奈勒日尔梅于2022年1月1日时的人口数量为223人。